# Municipio de Cheoah
El municipio de Cheoah (en inglés: Cheoah Township) es un municipio ubicado en el  condado de Graham en el estado estadounidense de Carolina del Norte. En el año 2010 tenía una población de 6.794 habitantes.

## Geografía
El municipio de Cheoah  se encuentra ubicado en las coordenadas 35°19′10.32″N 83°48′16.64″O / 35.3195333, -83.8046222.